# ساکای بوگیو
ساکای بوگیو (به ژاپنی: Sakai bugyō)، مقام‌های شوگون‌سالاری توکوگاوا در دوره ادو ژاپن بودند. انتصاب در این دفتر برجسته معمولاً از دایمیوهای فودای بود.: ۳۲۵  تفاسیر متعارف این عناوین ژاپنی را به عنوان «کمیسیون»، «نظارت» یا «فرماندار» تعبیر کرده‌اند.
ساکای در لبه خلیج اوساکا و در دهانه رودخانه یاماتو قرار دارد که ولایت یاماتو (اکنون استان نارا) را به دریا متصل می‌کند. ساکای یک مرکز تجاری مهم در دوره موروماچی بود، و این پیوند تجاری در طول دوره ادو همچنان مهم بود. با این حال، در این بازه زمانی، بازرگانان ساکای به دلیل سیاست ساکوکو که هرگونه تماس با خارجی‌ها را ممنوع می‌کرد، به جز از طریق جزیره دجیما در بندر ناگاساکی بر تجارت داخلی تمرکز کردند.
این عنوان باکوفو (شوگون‌سالاری) یک مقام مسئول اداره شهر ساکای، اوساکا را مشخص می‌کند.